# Tom Courtenay
Pour les articles homonymes, voir Courtenay.
Sir Thomas Daniel Courtenay (prononcé "Courtney"), né le 25 février 1937 à Hull (Angleterre), est un acteur britannique.
Formé à la Royal Academy of Dramatic Art, il atteint une renommée cinématographique au début des années 1960. Il poursuit parallèlement une carrière théâtrale en Grande-Bretagne. Il a été anobli en 2001.

## Filmographie sélective
- 1962 : La Solitude du coureur de fond (The Loneliness of the Long Distance Runner) de Tony Richardson : Colin Smith
- 1963 : Billy le menteur (Billy Liar) de John Schlesinger : William Terrence « Billy » Fisher
- 1964 : Pour l'exemple (King & Country) de Joseph Losey : Arthur Hamp
- 1965 : Opération Crossbow (Operation Crossbow) de Michael Anderson : Robert Henshaw
- 1965 : Un caïd (King Rat) de Bryan Forbes : le lieutenant Robin Grey
- 1965 : Docteur Jivago (Dr. Zhivago) de David Lean : Pavel Antipov, dit « Pacha »  / Strelnikov
- 1967 : La Nuit des généraux (The Night of the Generals) d'Anatole Litvak : le caporal Hartman
- 1967 :  Le jour où les poissons sont sortis de l'eau (Otan ta psaria vgikan sti steria) de Michael Cacoyannis : le navigateur
- 1968 : Otley de Dick Clement : Gerald Arthur Otley
- 1968 : Maldonne pour un espion (A Dandy in Aspic) d'Anthony Mann et Laurence Harvey : Paul Gatiss
- 1970 : One Day in the Life of Ivan Denisovich de Casper Wrede : Ivan Denisovich
- 1971 : Les Doigts croisés (To Catch a Spy) de Dick Clement : Baxter Clarke
- 1983 : L'Habilleur (The Dresser) de Peter Yates : Norman
- 1987 : Leonard Part 6 de Paul Weiland : Frayn
- 1991 : L'Âge de vivre (Let him have it) de Peter Medak : William Bentley
- 1999 : Whatever Happened to Harold Smith? de Peter Hewitt : Harold Smith
- 2001 : Last Orders de Fred Schepisi : Vic
- 2007 : La Grande Inondation (Flood) (téléfilm) de Tony Mitchell (en) : Leonard Morrison
- 2007 : À la croisée des mondes : La Boussole d'or (The Golden Compass) de Chris Weitz : Farder Coram
- 2008 : La Petite Dorrit (Little Dorrit) (série télévisée) : M. Dorrit
- 2012 : Quartet de Dustin Hoffman : Reggie Paget
- 2013 : Gambit : Arnaque à l'anglaise (Gambit) de Michael Hoffman : le Major
- 2013 : Un train de nuit pour Lisbonne (Night Train to Lisbon) de Bille August : Joao Eca
- 2015 : 45 ans (45 Years) d'Andrew Haigh : Geoff Mercer
- 2018 : Le Cercle littéraire de Guernesey (The Guernsey Literary and Potato Peel Pie Society) de Mike Newell : Eben Ramsay
- 2018 : Gentlemen cambrioleurs (King of Thieves) de James Marsh : John Kenny Collins
- 2018 : Papi rebelle d'Elliot Hegarty (film TV)
- 2019 : The Aeronauts de Tom Harper : Arthur Glaisher
- 2020 : Summerland de Jessica Swale : M. Sullivan

## Distinctions

### Récompenses

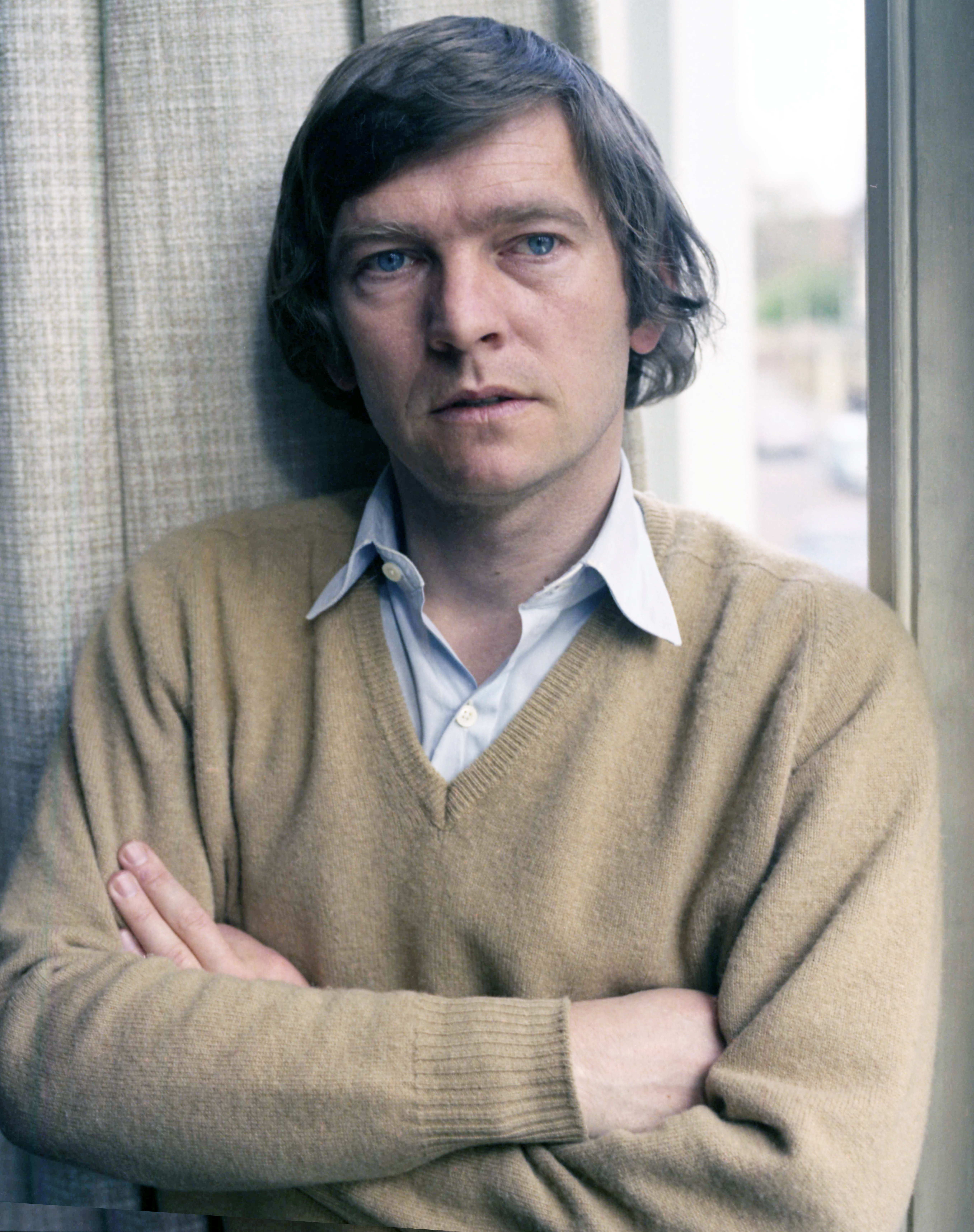
Tom Courtenay en 1973.

- Coupe Volpi pour la meilleure interprétation masculine au Festival de Venise : en 1964 pour son rôle dans Pour l'exemple.
- Ours d'argent du meilleur acteur au Festival de Berlin : en 2015 pour son rôle dans 45 Years

### Nomination
- Golden Globe Award : Meilleur acteur dans un film dramatique pour son rôle dans l'Habilleur.